# 1706년
1706년은 금요일로 시작하는 평년이다.

## 연호
- 청(淸) 강희(康熙) 45년
- 일본(日本) 호에이(宝永) 3년
- 후 레 왕조(後黎朝) 빈틴(永盛) 2년

## 기년
- 류큐(琉球) 쇼테이왕(尚貞王) 38년
- 청(淸) 성조 강희제(聖祖 康熙帝) 45년
- 조선(朝鮮) 숙종(肅宗) 32년
- 후 레 왕조(後黎朝) 유종(裕宗) 2년

## 사건
- 5월 23일 - 라미예 전투에서 말버러 공작이 이끄는 동맹군이 프랑스-바바리아연합군을 격파하다.

## 탄생
- 일본 에도 시대의 다이묘인 로쿠고 마사나가
- 일본 에도 시대의 다이묘인 이타쿠라 가쓰키요
- 1월 17일 : 미국의 초대 정치인 벤저민 프랭클린
- 4월 24일 : 이탈리아의 작곡가인 조반니 바티스타 마르티니
- 11월 3일 : 일본 에도 시대의 다이묘인 이타쿠라 가쓰사토
- 12월 3일 : 일본 에도 시대의 다이묘인 나이토 마사키

## 사망
- 9월 9일 - 프랑스 원수 페르디낭 드 마르생